# محمد بك عثمان جلال
محمد عثمان يوسف جلال، شاعر ومترجم وأديب مصري من واضعي أساس القصة الحديثة والرواية المسرحية في مصر، وكان من ظرفاء عصره. ولد عام 1828 ببلدة «ونا القس» مركز الواسطى محافظة بني سويف بمصر، وتوفي بالقاهرة عام 1889م

## من أهم أعماله
- عطار الملوك.
- العيون اليواقظ في الأمثال والمواعظ، عن «خرافات لافونتين» الفرنسية، وهي من أشهر ترجماته.
- الأربع روايات في نخب التيارات.
- الروايات المفيدة في علم التراجيدة.
- مسرحية الشيخ متلوف.
- رواية الأماني والمنة في حديث قبول وورود جنة، وهي ترجمة لرواية «بول وفيرجيني».
- رواية المخدمين.
- أرجوزة في تاريخ مصر.
- ديوان شعر.
- ديوان الرجل والملح.

عقد د. أحمد زلط فصلا في كتابه «رواد أدب الطفل العربي» عن محمد عثمان جلال تحت عنوان «عطر البدايات» ص ص 25 ـ 95. وفيه تحدَّث عن إشكالية التأليف، وإشكالية اللغة ووظائف المضمون، وعن علاقة المضمون بأدبيات الطفل.
يخلص زلط في نهاية الفصل إلى أن «العلاقة بين أدبيات الطفل وديوان العيون اليواقظ تتحقق في العديد من وظائف أدب الطفولة، فالوظيفة التعليمية شغلت من الديوان زهاء خمسة وسبعين منظومة شعرية تتوزع بين النصح والإرشاد وتلقين المعارف بأسلوب سهل مباشر. والوظيفة الأخلاقية شغلت من الديوان زهاء ثمان وثمانين منظومة شعرية على لسان الحيوان. أما الوظيفتان الأخيرتان: الجمالية واللغوية فقد تقاسمتهما سائر منظومات الديوان في القص على لسان الكائنات المألوفة والمحببة للأطفال، وباستثارة الخيال للتسلية والاستمتاع بالمرويات على ألسنة الحيوان، وهو تلقين غير مباشر يحبه الأطفال وينشدونه. هذا عن الوظيفة الجمالية، أما الوظيفة اللغوية فقد ثبتت ظاهرة التيسير اللغوي عند الشاعر التي تمكن الأطفال من متابعة الحكايات لفهمها وإدراك مغزاها عند استعمال الشاعر للمعجم اللغوي اليسير الصحيح الذي يتسم بالإيجاز الدال والإيقاع المنغوم.»
يرى زلط أن كتاب «العيون اليواقظ في الأمثال والمواعظ» يعدُّ من أوائل كتب أدب الأطفال في الأدب العربي الحديث في مصر. ويقول «إن ديوان العيون اليواقظ هو فيما نزعم أوَّل محاولة عربية تعبِّد الطريق أمام الكتَّاب لإرساء دعائم أدب الطفولة، وهي محاولة تسبق محاولة أحمد شوقي بسنوات طويلة، ولقد ارتكزت (الريادة الزمنية) لمحمد عثمان جلال في التوفر على الترجمة والاقتباس من اللغة الفرنسية بإعادة نقل حكايات لافونتين الخرافية إلى اللغة العربية بديوانه الموسوم العيون اليواقظ في الأمثال والمواعظ».

## من أعمال محمد بك عثمان جلال

### البخيل والدجاجة
كان البخيل عنده دجاجة 
تكفيه طول الدهر شر الحاجة
في كل يوم مر تعطيه العجب 
وهي تبيض بيضة من ذهب
فظن يوماً أن فيها كنزا 
وأنه يزداد منه عزا
فقبض الدجاجة المسكين 
وكان في يمينه سكين
وشقها نصفين من غفلته 
إذ هي كالدجاج في حضرته
ولم يجد كنزاً ولا لقيه 
بل عظمة في حجره مرمية
فقال: لا شك بأن الطمعا 
ضيع للإنسان ما قد جمعا
زي القصَّه دي ما يَمكنشي *-*-**-* عَن راجل وَيبيع الطرشي
كان لَهُ قِطه جُوّا بَيته -*-*-** مطرح ما كان يَمشي تمشي
من حُبّه فيها يَطعمها *-*-*-** روس الضاني وَلَحم الكَرشي
قال يا رَب تبدلها لي -*-*-*-*- جارية مِن نسوان الحَبشي
حَبُّه رَبُّه غَيرها لَهُ *-*-*-*- جارية تَسوى أَلفين قرشي
راح السوق جاب ناموسيّه *-*-*-* قَبل المَغرب ما اتأَخرشي
بَعد المَغرب جاب يَتعَشّى *-*-*-* ويّاها بالقرع المحشي
هما عَلى السفرة يتعشوا *-*-*-* إِلّا وَفار في القاعة يمشي
نَطت دي الست اللي بتاكل *-*-* مسكت دي الفار اللي بيعشي
لَما شافها سِيدها تَاكله *-*-*-*- حَتّى جلده ما ترمهشي
قال يا رب اسخطها قطه *-*-*-*- دا اللي فيه شي مايخلِّهشي